# Micpe Ramon
Micpe Ramon (hebr. מצפה רמון; arab. مِصْبَه رامون) – samorząd lokalny położony w Dystrykcie Południowym, w Izraelu. Leży w środkowej części pustyni Negew, na krawędzi krateru Ramon.

## Historia
Osada została założona w 1953 przez żydowskich imigrantów z ZSRR.

## Demografia
Zgodnie z danymi Izraelskiego Centrum Danych Statystycznych w 2006 roku w mieście żyło 4,3 tys. mieszkańców.
Populacja miasta pod względem wieku:
| Wiek (w latach) | Procent populacji w % |
| --------------- | --------------------- |
| 0-4             | 13,5%                 |
| 5-9             | 10,7%                 |
| 10-14           | 7,8%                  |
| 15-19           | 6,3%                  |
| 20-29           | 17,7%                 |
| 30-44           | 18,5%                 |
| 45-59           | 13,5%                 |
| ponad 60        | 12,1%                 |

## Komunikacja
Przy miasteczku przebiega droga ekspresowa nr 40  (Kefar Sawa-Ketura).
Na północ od miasteczka znajduje się port lotniczy Micpe Ramon.